# Vårgärdssjön

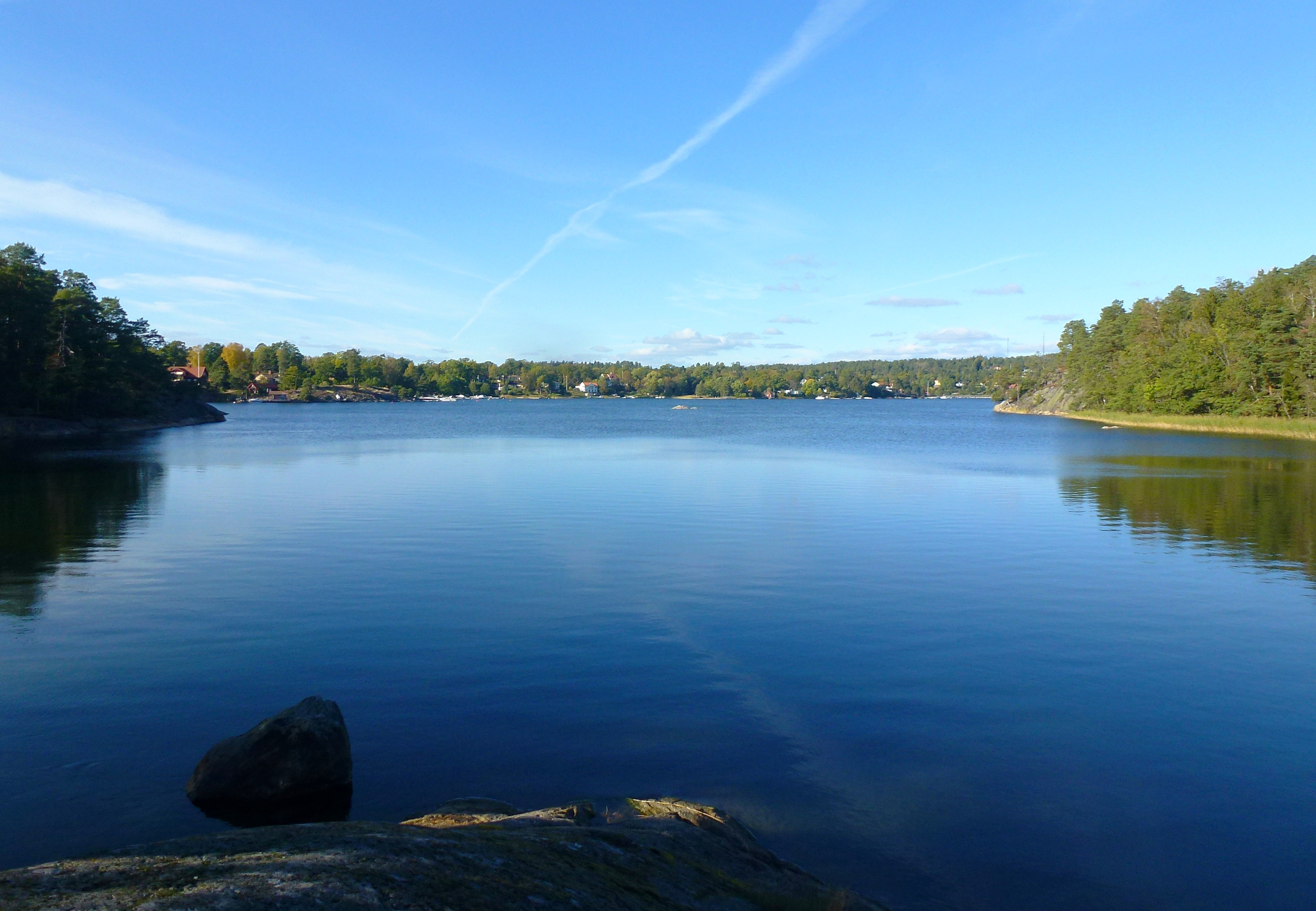
Vårgärdssjön mot norr med Solsidan i bakgrunden, 2015.

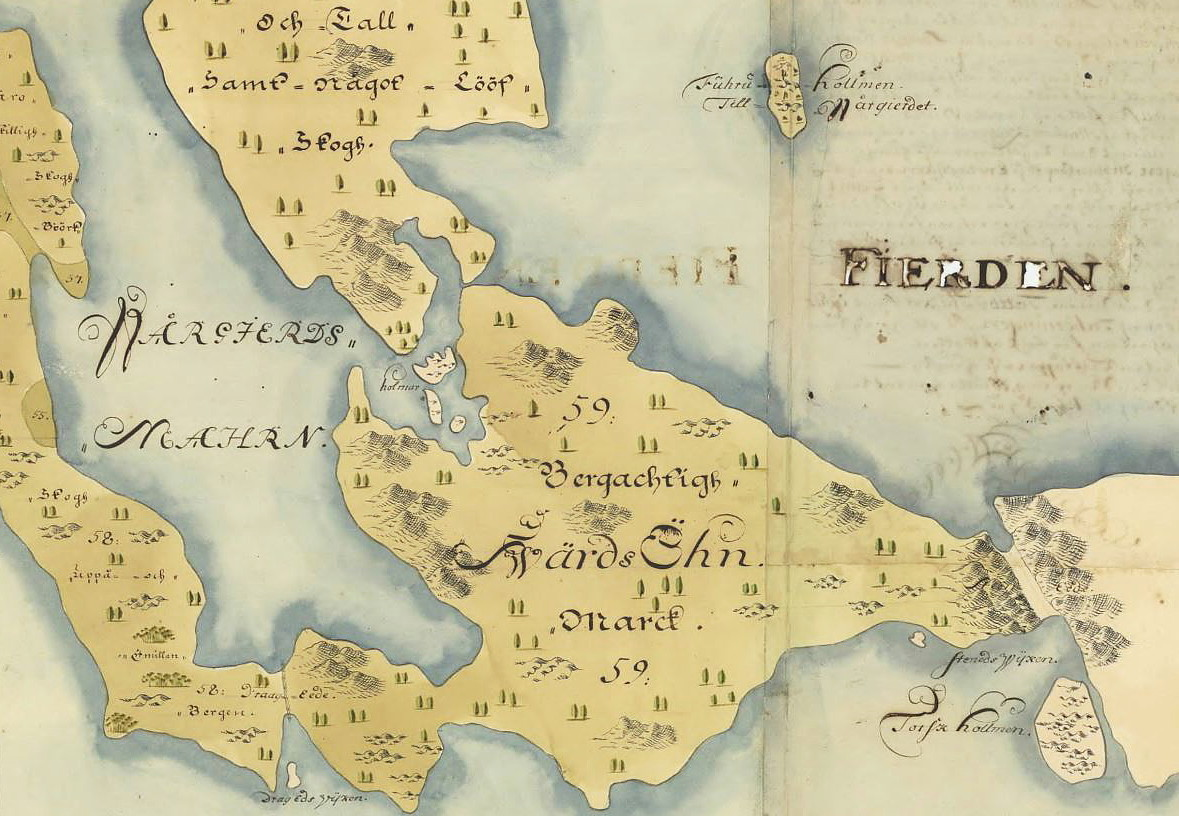
Vårgärdssjön på en karta från 1722.

Vårgärdssjön är en havsvik i Nacka kommun, belägen mellan bostadsområdet Solsidan och Svärdsön.

## Beskrivning
Vårgärdssjön var kring år 1000 en mera öppen vik av Baggensfjärden men blev genom landhöjningen avsnörd till en insjö. Namnet härrör från hemmanet Vårgärdet som låg söder om dagens Solsidans station. Det är tidigast belagt från 1587 (Wårdkerr) men gården låg öde redan på 1720-talet. På en karta från 1722 benämns sjön som Wårgjerds Mahrn. Idag förbinder en smal uppsprängd kanal viken med havet igen. Över den går Älgövägen på en bro.
Vårgärdssjöns största djup är 14 meter och vid kanalen ut till Baggensfjärden är djupet omkring tre meter. Den sydöstra delen ingår i  Svärdsös naturreservat. På Solsidans sida ligger badplatsen Violen. Utom på Svärdsön är stränderna bebyggda med villor och privata bryggor. Vårgärdssjön har klassats av kommunen som ett område med högt naturvärde.